# Templo de la Ciudad de Panamá
El Templo de la Ciudad de Panamá es uno de los templos construidos y operados por la Iglesia de Jesucristo de los Santos de los Últimos Días, el número 127 construido por la iglesia, el tercero en Centroamérica y el primero de Panamá, ubicado a orillas del Canal de Panamá en un suburbio de la Ciudad de Panamá.

## Construcción
Los planes para la construcción de un templo en Panamá se anunciaron el 23 de agosto de 2002. Seguido el anuncio público, la iglesia decidió construir el templo religioso en un terreno que la iglesia ya poseía en la Ciudad de Panamá, adyacente a una de las capillas de la iglesia cerca del Canal de Panamá, en una de las Áreas Revertidas del Canal de Panamá en la ciudad de Ancón. La ceremonia de la primera palada y la dedicación del terreno ocurrió el 30 de octubre de 2005 por un miembro de las autoridades generales de la iglesia asignado por la Primera Presidencia. La ceremonia ocurrió sin verse afectada por la inclemencia del huracán Beta que rondó por las costas panameñas y costarricenses el día anterior a la primera palada del templo. El templo es visible por los barcos que pasan por el Canal de Panamá.

## Dedicación
El templo SUD de la Ciudad de Panamá fue dedicado para sus actividades eclesiásticas en cuatro sesiones, el 10 de agosto de 2008, por Thomas S. Monson, el presidente de la iglesia SUD. Anterior a ello, del 11 al 26 de julio de ese mismo año, la iglesia permitió un recorrido público de las instalaciones y del interior del templo al que asistieron más de 30.000 visitantes. Unos 6.000 miembros de la iglesia e invitados asistieron a la ceremonia de dedicación, que incluye una oración dedicatoria. Después de la dedicación del templo, Monson y otros líderes generales del Quórum de los Doce Apóstoles se reunieron con el presidente de Panamá Martín Torrijos y su esposa, Vivian Fernández de Torrijos.

## Características
Los templos de La Iglesia de Jesucristo de los Santos de los Últimos Días son construidos con el fin de proveer ordenanzas y ceremonias consideradas sagradas para sus miembros y necesarias para la salvación individual y la exaltación familiar. El templo de la Ciudad de Panamá tiene un total de 1.760 metros cuadrados de construcción, cuenta con dos salones para dichas ordenanzas SUD y dos salones de sellamientos matrimoniales. El interior del templo está decorado con los colores oficiales del país y su flor nacional, una orquídea del género Peristeria. El exterior es de granito parcialmente descompuesto, rico en feldespato y pobre en minerales ferrosos oxidables resistente a la humedad característica de la región.
El templo de la Ciudad de Panamá es usado por más de 40.000 miembros repartidos en 8 estacas y 6 distritos misionales afiliadas a la iglesia en Panamá. Los miembros de la iglesia que viven en Colombia y Costa Rica, países vecinos a Panamá, asisten al templo en sus propios países.
Los primeros miembros de la iglesia SUD en Panamá fueron soldados estadounidense que arribaron a las bases militares del país en 1940, la primera congregación se organizó el año siguiente. El templo de Panamá fue precedido en Centroamérica por los templos en la Ciudad de Guatemala y de Costa Rica, mientras que aún están en construcción los templos de Tegucigalpa, Honduras; San Salvador, El Salvador y uno en Quetzaltenango, Guatemala.

## Pandemia 2019
El 25 de marzo de 2020 la iglesia solicitó el cierre de todos sus templos como respuesta preventiva a la pandemia de COVID-19. En mayo de ese año la iglesia aprobó la apertura de 17 templos a nivel mundial para realizar matrimonios por personas vivas, prohibiendo para entonces todas las ceremonias a favor de ancestros fallecidos. En junio fueron anunciados 12 templos que iniciarían la segunda fase de apertura permitiendo la investidura a favor de personas vivas con un nuevo modelo de este proceso ceremonial. Las ceremonias a favor de personas fallecidas, tradicionales en los templos SUD incluyendo el bautismo por los muertos comenzó a reanudarse a comienzos de diciembre de 2020. El templo de la Ciudad de Panamá pasó a su primera fase de reapertura el 14 de diciembre, uno de los últimos en reabrir con estas especificaciones en 2021. El único templo aún cerrado por completo a fines de 2020 fue el templo de Kiev.